# Bill Ward
William Thomas Ward (Aston, Birmingham, 5 de mayo de 1948), más conocido como Bill Ward, es un músico británico, reconocido por haber sido el baterista y uno de los miembros originales de la banda de heavy metal Black Sabbath. Es uno de los miembros fundadores de la banda en 1968 y cantó en dos canciones de Black Sabbath: "It's Alright" (del disco Technical Ecstasy) y "Swinging the Chain" (del disco Never Say Die!).
Como músico solista ha publicado tres álbumes de estudio hasta la fecha, Ward One: Along the Way de 1990, When the Bough Breaks de 1997 y Accountable Beasts de 2015.

## Biografía

### Primeros años y Black Sabbath
Bill Ward empezó a tocar la batería en su niñez, influenciado especialmente por músicos como Gene Krupa, Buddy Rich y Louie Bellson. Más tarde recibió influencia del trabajo de Larrie Londin, Bernard Purdie, Joe Morello, Keef Hartley, Hughie Flint, John Bonham, Ringo Starr, Jim Capaldi y Clive Bunker. A mediados de la década de 1960 Ward cantó y tocó la batería en una banda llamada The Rest. Luego Ward y el guitarrista Tony Iommi tocaron juntos en una banda llamada Mythology, y tras su disolución se reunieron con el cantante Ozzy Osbourne y el bajista Geezer Butler, quienes formaban parte de una agrupación llamada Rare Breed. Los cuatro músicos formaron entonces Earth, banda que pasaría a llamarse Black Sabbath poco tiempo después.

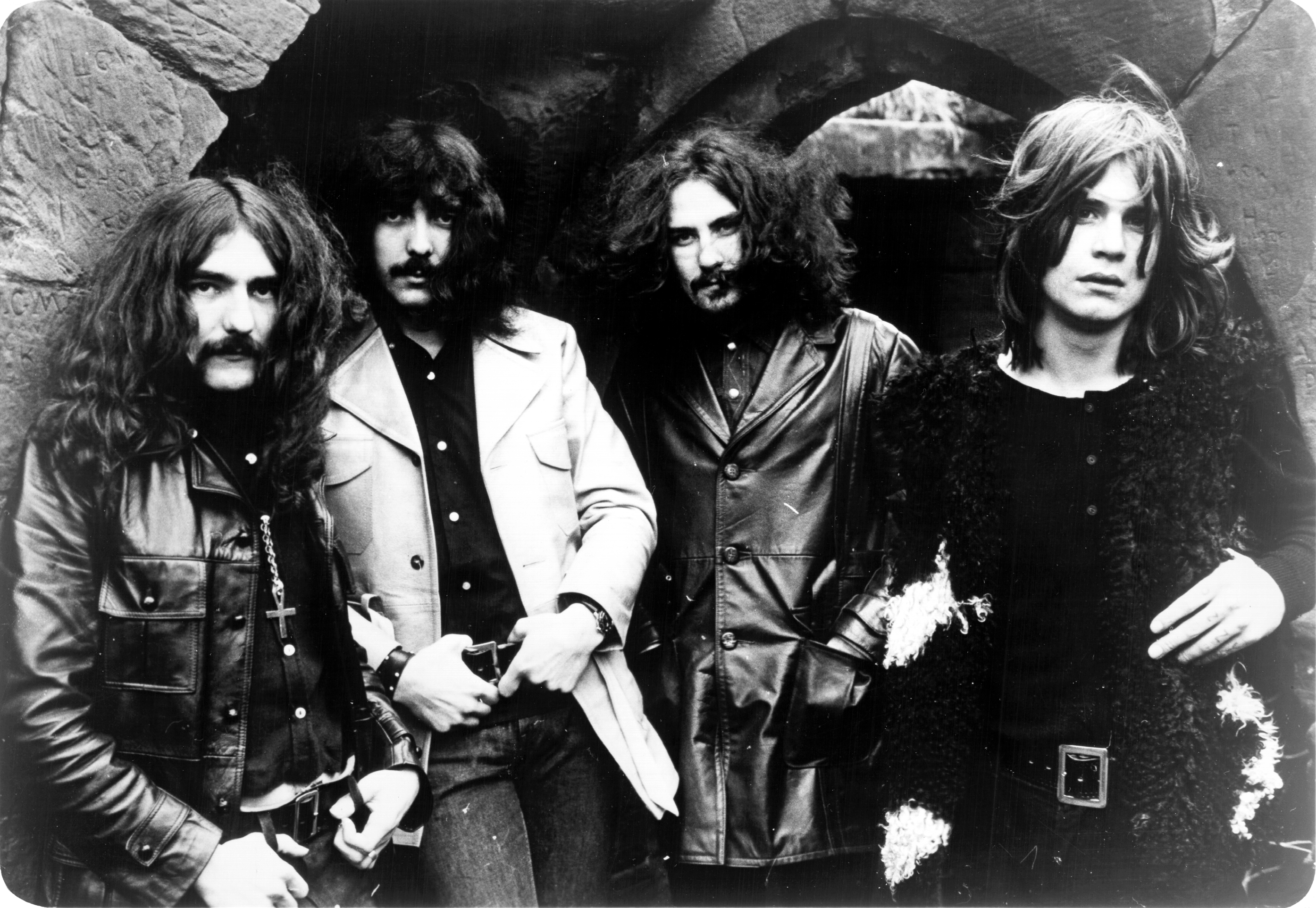
Ward con Black Sabbath en 1970.

Ward abusó de las drogas y el alcohol mientras era miembro de Black Sabbath. A finales de la década de 1970 incluso empezó a beber alcohol durante los conciertos, algo que nunca había hecho antes. También empezó a experimentar ataques de pánico debido a sus fuertes adicciones. El mismo músico afirma que no recuerda las sesiones de grabación del álbum Heaven and Hell debido a su abuso de sustancias. Según Tony Iommi, Ward desapareció el 21 de agosto de 1980 sin razón aparente. Simplemente llamó por teléfono al entonces cantante de la banda, Ronnie James Dio, diciéndole que no podía continuar. Más adelante tocó por un breve periodo de tiempo en una banda llamada Max Havoc. Sin embargo retornó a Black Sabbath para la grabación del disco Born Again, en el cual el vocalista fue Ian Gillan, de Deep Purple. Ward abandonó nuevamente la formación debido a problemas de salud.

#### Incidentes
Según Tony Iommi, sus compañeros en Black Sabbath a menudo prendían fuego a la barba de Ward y le hacían otras bromas peligrosas. En una ocasión, Ward incluso recibió quemaduras de tercer grado. En una entrevista con Guitar World, Tony afirmó:

Estaba con Bill en el estudio ensayando un día y de la nada le pregunté: "¿Puedo prenderte fuego, Bill?" Y él dijo: "Está bien, pero no ahora". Luego me olvidé de eso. Más tarde, cuando terminó el día, me dijo: "Bueno, me voy a casa ahora, ¿todavía quieres prenderme fuego o qué?" Y yo dije: "Claro". Así que tomé una pequeña lata de líquido para encendedores y lo rocié sobre él, encendí una cerilla y le prendí fuego. Llevaba unos pantalones de poliéster, así que se quemaron muy rápido y él estaba en el piso gritando y llorando. No pude ayudarlo porque estaba muy ocupado riéndome. En realidad resultó ser bastante serio. Me sentí muy mal por él. Fue enviado al hospital. Más tarde, su madre me llamó por teléfono y me dijo: "Maldito bastardo, ya es hora de que crezcas. Nuestro Bill casi pierde la pierna". Pero cosas como esas siempre le sucedían a Bill.

Iommi afirma que Ward casi muere por una broma que salió mal durante la grabación del álbum Black Sabbath Vol. 4 en 1972. La banda alquiló una mansión en Bel Air perteneciente a John DuPont de la compañía de químicos DuPont. Allí encontraron varias latas de pintura dorada DuPont en una habitación de la casa; encontrando a Ward desnudo e inconsciente después de beber mucho tras una noche de copas, procedieron a cubrir al batería con pintura dorada de la cabeza a los pies de manera similar a una escena de la película Goldfinger de 1964, donde se realiza esta misma práctica con una mujer. Ward empezó a presentar convulsiones y tuvo que ser llevado de inmediato a urgencias. La pintura había bloqueado todas las glándulas sudoríparas del músico. Posteriormente se informó que esta broma pudo haberle costado la vida a Ward.
Durante la grabación de Heaven and Hell en 1980, Iommi roció a Ward con una solución utilizada por los técnicos del estudio para limpiar las cabezas de las cintas de grabación. Luego le encendió fuego a la solución, la cual resultó mucho más inflamable de lo que Iommi creía. Ward sufrió quemaduras de tercer grado como resultado y tiene cicatrices en las piernas del incidente.

### Carrera como solista
Tras algunos años de descanso, Ward decidió regresar a la música a finales de la década de 1980. En 1989 empezó a trabajar en un álbum como solista con una gran cantidad de músicos invitados, entre los que figuraban su compañero en Black Sabbath Ozzy Osbourne y su guitarrista, Zakk Wylde. Publicado en enero de 1990, Ward One: Along the Way mostró la versatilidad del músico, aportando incluso su voz en algunas canciones. Siete años después publicó su segundo disco, When the Bough Breaks de 1997.
En 2002 publicó la canción "Straws" como un sencillo para la caridad. La canción fue incluida en el tercer disco del músico, Accountable Beasts de 2015.

### Carrera posterior
Previo a la reunión definitiva de los músicos originales de Black Sabbath, Ward y sus compañeros se reunieron dos veces, la primera para tocar en el Live Aid de 1985 y la segunda en medio de un concierto de Ozzy Osbourne en Costa Mesa, California en noviembre de 1992. Sabbath, con el vocalista Rob Halford reemplazando a Ronnie James Dio, abrió el concierto para Osbourne. La banda de Ozzy, compuesta por Osbourne, Zakk Wylde, Mike Inez, Randy Castillo y John Sinclair tocó su recital completo para darle paso a la reunión de Iommi, Butler, Osbourne y Ward, quienes interpretaron la canción "Black Sabbath".
Ward hizo un breve regreso a la banda para una gira sudamericana en 1994 con Tony Martin como cantante y para dos conciertos en el Birmingham NEC el 4 y 5 de diciembre de 1997 con Osbourne en las voces, presentaciones que fueron incluidas en el álbum en vivo Reunion. Ese mismo año se anunció que los músicos originales tocarían en el festival Ozzfest, pero Mike Bordin tuvo que reemplazar a Ward a último momento pues el músico sufrió un ataque al corazón durante los ensayos de la gira. Mientras la banda ensayaba, Ward se detuvo y preguntó si podía recostarse por un momento. Luego le informó a la banda que su brazo se había entumecido. Iommi y Butler se ausentaron del ensayo por un corto tiempo, sin saber que Ward realmente había sufrido un ataque al corazón. Afuera vieron pasar una ambulancia pero no estaban al tanto de lo que estaba sucediendo. Al volver al sitio de ensayo, un frenético Ozzy Osbourne les informó que Bill había sufrido un ataque.
Desde mediados del 2002, Ward presenta un programa radiofónico mensual llamado Rock 50 en la emisora WPMD de California, presentando una variedad de estilos entre el heavy metal, el hard rock y el rock clásico.

### Breve reunión con Black Sabbath
En octubre de 2006 se anunció que Ward se reuniría con Tony Iommi, Geezer Butler y Ronnie James Dio para realizar una gira bajo el nombre de Heaven & Hell. Sin embargo, Ward decidió no participar debido a, según sus propias palabras, "diferencias con algunos miembros de la banda" y a su preocupación por las giras extensas. El baterista Vinnie Apice terminó ocupando su puesto en la gira.
El 11 de noviembre de 2011, Iommi, Butler, Osbourne y Ward anunciaron que se reunirían para la grabación de un nuevo álbum con Rick Rubin como productor, acompañado de una gira en 2012. En febrero de 2012, sin embargo, Ward abandonó las sesiones de grabación del disco 13. Ward afirmó que no había llegado a un acuerdo con respecto a su contrato, por lo tanto abandonó las grabaciones.

 Admitió más adelante que su peso corporal hubiera sido un serio problema en la respectiva gira promocional del álbum. Osbourne sugirió en una carta abierta que la decisión de Ward de no participar se debía a su salud. En abril de 2015, Ward criticó a Osbourne en su página de Facebook a través de una carta dirigida a él y a los fanes de la banda. Este hecho llevó a una guerra de declaraciones entre ambos músicos, con Ozzy respondiendo lo siguiente:

Bill, paremos esta cortina de humo sobre el contrato y seamos honestos. En el fondo, sabías que no eras capaz de hacer el álbum y una gira de 16 meses. Desafortunadamente para ti, nuestros instintos fueron correctos, ya que estuviste en el hospital varias veces durante 2013. Tu última hospitalización fue para realizarte una cirugía de hombro de la que ahora dices que acabas de recuperarte. Esto hubiera significado que nuestra gira mundial hubiera sido cancelada. Entonces, ¿Cómo puede ser todo esto mi culpa? Deja de jugar a la víctima y sé honesto contigo mismo y con nuestros fieles fanes.

La cirugía en el hombro de Ward no le permitió tocar la batería hasta 2014, hecho que demoró la salida de su tercer álbum de estudio Accountable Beasts. También expresó su deseo de realizar una gira tras el lanzamiento del álbum, siempre que las ventas fueran aceptables.
Ward ha afirmado que tras su disputa con Osbourne "perdió a un amigo", pero se mantiene en contacto con Butler y con Iommi. Incluso se reunió con ellos para recibir el premio "Lifetime Achievement" en la gala de los premios Ivor Novello en 2015.
En 2016 debutó con una banda llamada Day of Errors, con los que tocó su primer concierto en junio de ese mismo año en Long Beach, California. La banda está conformada además por Joe Amodea en guitarra y voces así como por el cantante de Kill Devil Hill, Jason “Dewey” Bragg, como vocalista principal. Ward debió cancelar algunas presentaciones con su nueva banda en 2017 por problemas cardíacos.

## Vida personal
Ward tiene dos hijos, Nigel y Aron, y una hija, Emily.
Según Tony Iommi y Ozzy Osbourne, Ward cambió drásticamente su estilo de vida desde que abandonó Black Sabbath en los años 1980, dejando el cigarrillo, las drogas y el alcohol y adoptando una dieta vegetariana, finalmente vegana. Osbourne afirmó que Ward llevaba sobrio aproximadamente treinta años; sin embargo, poco después en 2013 criticó el estado físico de Ward, afirmando que su sobrepeso le podría causar dificultades para tocar la batería y salir de gira. Ward respondió a estas observaciones diciendo que su estado físico no le impedía tocar la batería. Más tarde admitió que ese mismo año se sometió a una cirugía gastrointestinal que requirió una larga recuperación, por lo que "actualmente mi salud no es mala, pero ciertamente no lo suficientemente buena como para tocar en ninguna banda, y mucho menos en Black Sabbath".

## Discografía

### Década de 1970
- 1970 - Black Sabbath - Black Sabbath
- 1970 - Black Sabbath - Paranoid
- 1971 - Black Sabbath - Master of Reality
- 1972 - Black Sabbath - Black Sabbath Vol. 4
- 1973 - Black Sabbath - Sabbath Bloody Sabbath
- 1975 - Black Sabbath - Sabotage
- 1975 - Rinky Dink & The Crystal - Cameo Roles
- 1975 - Black Sabbath - We Sold Our Soul for Rock 'n' Roll
- 1976 - Black Sabbath - Technical Ecstasy
- 1978 - Black Sabbath - Never Say Die!

### Década de 1980
- 1980 - Black Sabbath - Heaven and Hell
- 1980 - Black Sabbath - Live at Last
- 1983 - Black Sabbath - Born Again

### Década de 1990
- 1990 - Bill Ward - Ward One: Along the Way
- 1993 - Ozzy Osbourne - Live & Loud
- 1994 - Varios artistas - Nativity In Black: A Tribute To Black Sabbath
- 1996 - Black Sabbath - The Sabbath Stones
- 1997 - Bill Ward - When the Bough Breaks
- 1997 - Ozzy Osbourne - The Ozzman Cometh
- 1998 - Black Sabbath - Reunion

### Década de 2000
- 2000 - Tony Iommi - Iommi
- 2002 - Black Sabbath - Past Lives
- 2002 - Bill Ward - "Straws" (sencillo)
- 2002 - Black Sabbath - Symptom of the Universe: The Original Black Sabbath 1970–1978
- 2003 - Dio - Stand Up and Shout: The Dio Anthology
- 2004 - Black Sabbath - Black Box: The Complete Original Black Sabbath (1970-1978)
- 2006 - Black Sabbath - Greatest Hits 1970-1978
- 2007 - Black Sabbath - The Dio Years
- 2008 - Black Sabbath - The Rules of Hell

### Década de 2010
- 2015 - Bill Ward - Accountable Beasts